# 武莱讷莱唐普利耶
武莱讷莱唐普利耶（法語：Voulaines-les-Templiers，法語發音：[vulɛn le tɑ̃plije]）是法国科多尔省的一个市镇，位于该省北部，属于蒙巴尔区。

## 地理
武莱讷莱唐普利耶（47°49'10"N, 4°46'41"E）面积23.13 平方千米，位于法国勃艮第-弗朗什-孔泰大區科多尔省，该省份为法国中东部省份，北起奥布省，西接涅夫勒省和约讷省，南至索恩-卢瓦尔省，东南接汝拉省，东临上索恩省，东北部与上马恩省接壤。
与武莱讷莱唐普利耶接壤的市镇（或旧市镇、城区）包括：拉绍姆、埃萨鲁瓦、勒格莱、卢埃姆、旺韦、维利耶勒迪克。
武莱讷莱唐普利耶的时区为UTC+01:00、UTC+02:00（夏令时）。

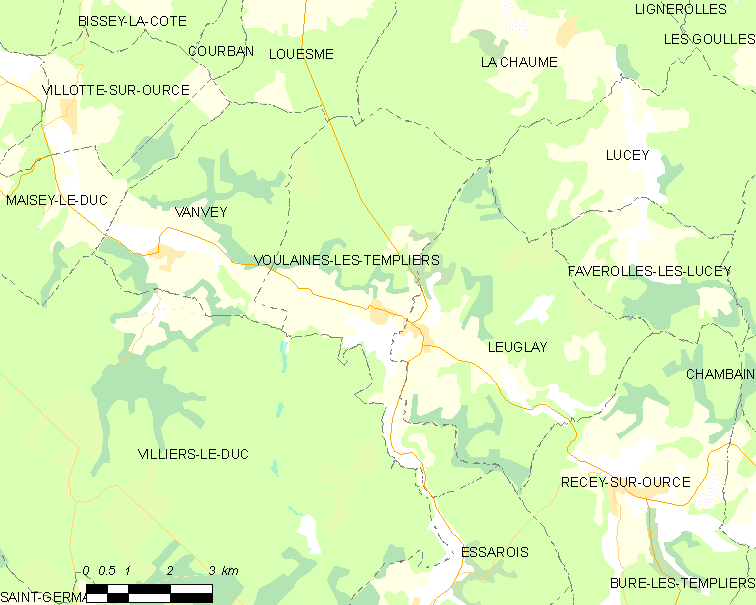
武莱讷莱唐普利耶的OSM定位图

## 行政
武莱讷莱唐普利耶的邮政编码为21290，INSEE市镇编码为21717。

## 政治
武莱讷莱唐普利耶所属的省级选区为塞纳河畔沙蒂永县。

## 人口

1962-2008年间武莱讷莱唐普利耶人口变化图示

武莱讷莱唐普利耶于2022年1月1日时的人口数量为270人。